# Eva Dušková
Eva Dušková, rodným jménem Vokálová (11. listopadu 1931, Praha – 29. října 2019), byla česká politická vězeňkyně komunistického režimu.

## Biografie
Otec jí zemřel za druhé světové války na žloutenku a zanechal po sobě manželku a tři děti, z nichž Eva byla nejstarší. Rodina vlastnila vilu na Ořechovce, jejíž suterén matka paní Duškové pronajímala několika studentům techniky.

### Důvody zatčení a věznění
Přes ně se Eva Dušková seznámila s Miloslavem Chocem, který byl po převratu v roce 1948 nespravedlivě obviněn z vraždy majora Bezpečnosti Augustina Schramma. Zatčeno bylo v této souvislosti několik desítek lidí, včetně Evy Duškové a její matky, a v následujícím procesu bylo odsouzeno na 40 osob. Miloslav Choc k trestu smrti provazem, jeho dívka Eva Dušková k pěti letům do vězení pro mladistvé. Před Chocovou popravou se s ním ještě v noci z 18. na 19. února 1949 setkala v cele smrti. Do roku 1953 byla vězněna v Hradci Králové, Doudlebách, Lnářích a v Zámrsku. Musela se podílet na nucených pracích v zemědělství, na stavbách a v úklidových četách. V nápravných zařízeních, zejména ve Lnářích, kromě toho vládl drsný vojenský dril a ozbrojená ostraha. Matka Evy Duškové odseděla celkem 12 let a mezi lety 1948–53 se s dcerou setkala pouze jednou. Po propuštění z vězení pracovala Eva Dušková jako šička v Pragoděvu. V důchodovém věku vypomáhala na pobočce Konfederace politických vězňů na Praze 1. Zemřela 29. října 2019 v Praze.